# 木星號風帆戰艦

木星號

木星號風帆戰艦是英國的一艘四等戰艦，於1813年11月22日下水，曾參與第一次鴉片戰爭。它於1869年10月13日奉令拆解。